# کنی استایلز
کنی استایلز (انگلیسی: Keni Styles؛ زاده ۲۷ مهٔ ۱۹۸۱) بازیگر پورنوگرافی بریتانیایی با اصلیت تایلندی است 